# 개머리 진지
개머리 진지는 황해남도 옹진군 옹진반도에 위치한 조선민주주의인민공화국의 군사기지이다. 개머리 진지에는 포 진지와 미사일 기지가 여러 곳에 구축되어 있는데, 이곳과 연평도의 거리가 12km밖에 안 되기 때문에 연평도 전체가 개머리 진지 포의 사정권에 들어있다.

## 연평도 포격
2010년 11월 23일 조선민주주의인민공화국은 개머리 진지의 해안포를 이용하여 연평도에 수백 발의 포탄을 퍼붓는 연평도 포격 도발을 일으킨 바 있다.